# Powiat Shibetsu
Powiat Shibetsu (jap. 標津郡 Shibetsu-gun) – powiat w Japonii, w prefekturze Hokkaido, w podprefekturze Nemuro. W 2024 roku liczył 27 074 mieszkańców.

## Miejscowości
- Shibetsu
- Nakashibetsu